# سامورایی ۲: دوئل در معبد ایچی‌جوجی
سامورایی ۲: دوئل در معبد ایچی‌جوجی (انگلیسی: Samurai II: Duel at Ichijoji Temple؛ به ژاپنی: 続宮本武蔵 一乗寺の決闘) یک فیلم سامورایی تاریخی به کارگردانی هیروشی ایناگاکی است که در سال ۱۹۵۵ منتشر شد. از بازیگران آن می‌توان به توشیرو میفونه و ماریکو اوکادا اشاره کرد.
این فیلم دومین قسمت از یک سه‌گانهٔ سامورائی است و بر پایه رمان موساشی اثرِ ایجی یوشیکاوا ساخته شده است. این رمان نیز خود، اقتباس غیردقیقی از زندگی شمشیرزن و رونین افسانه‌ای ژاپن، میاموتو موساشی است.